# Hauptzollamtsgebäude (Passau)

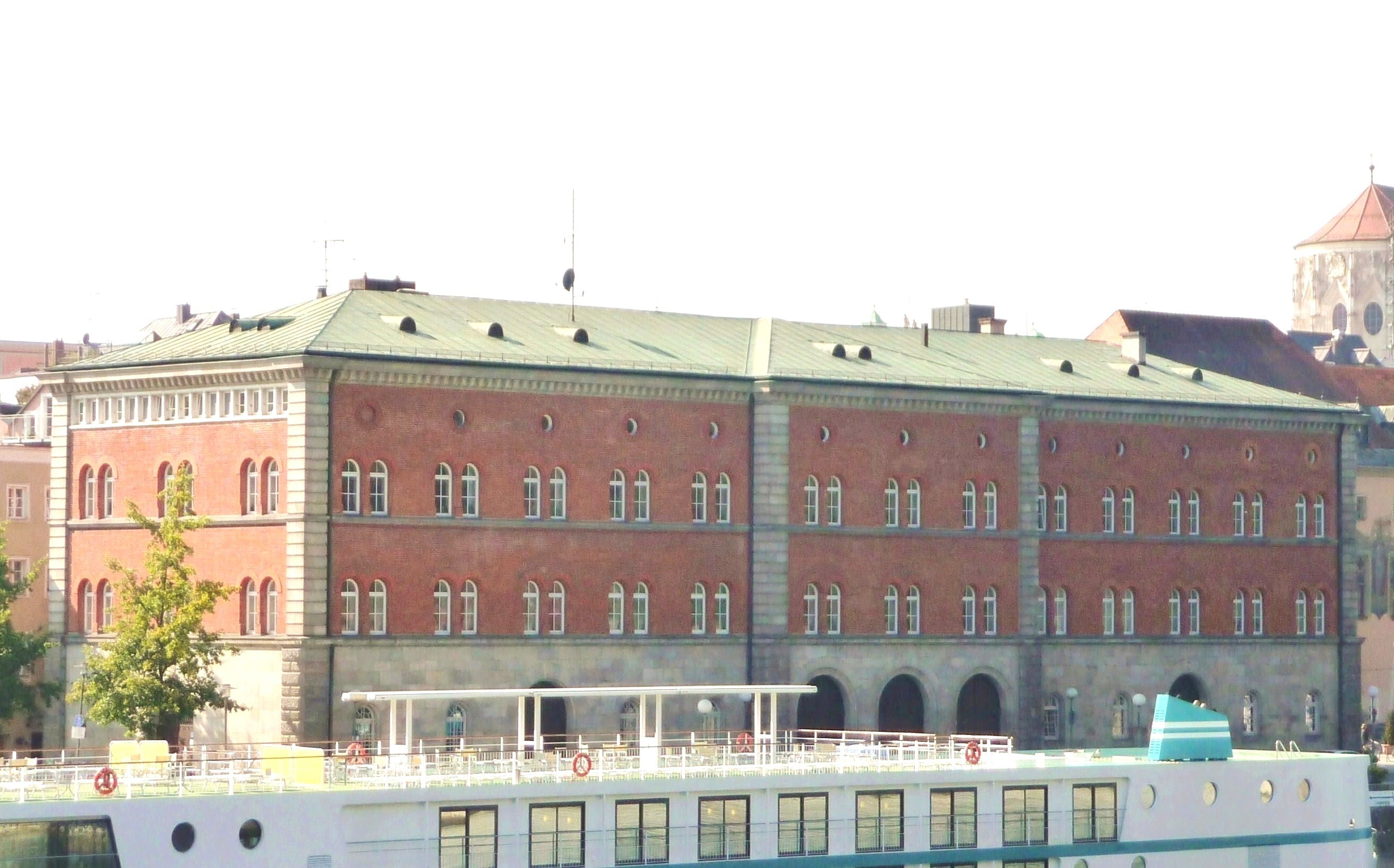
Ehemaliges Hauptzollamt

Das ehemalige Hauptzollamtsgebäude in Passau am Rathausplatz ist eines von wenigen Gebäuden aus dem 19. Jahrhundert in der vorwiegend barocken Passauer Altstadt und unter diesen das wohl bedeutendste.

## Geschichte
1425 wurde an dieser Stelle das städtische Tanzhaus errichtet, wo sämtliche Tanzveranstaltungen in der Bischofsstadt stattfanden. Durch die Säkularisation in Bayern kam das Bauwerk 1803 in den Besitz der königlichen Zollverwaltung.

### Neubau
1845 entschied man sich für einen Neubau. Der Entwurf von Civilbauinspektor Joseph Schmidtner aus Landshut wurde durch König Ludwig I. gebilligt, und der Passauer Baukondukteur Georg Nadler mit der Leitung des Neubaus beauftragt. Wegen gravierender Unterschiede bei der Kostenplanung entstand ein neuer Entwurf, und der Kostenvoranschlag belief sich nun auf 101.109 Gulden.
1848 begannen nach dem Abriss des alten Gebäudes die Gründungsarbeiten. Als der mit der Bauaufsicht betraute Kreisbaurat Bernatz Kritik an Nadler übte, bekam dieser zunächst trotz Überschreitung der Baukosten Rückendeckung durch die oberste Baubehörde. Erst als Bernatz einen wesentlich niedrigeren Kostenvoranschlag für die Gründungsarbeiten vorlegte, wurde er damit betraut und Nadler entlassen.
Für den Hochbau wählte man auf Vorschlag von Bernatz den aus Landshut gebürtigen Architekten Anton Harrer. Dieser hatte als Zeichner und Bauführer beim Bau der Bayerischen Staatsbibliothek und beim Bau des Wittelsbacher Palais für den berühmten Friedrich von Gärtner gearbeitet.
Im August 1851 war der spätklassizistische Neubau mit Baukosten von 103.000 Gulden errichtet. Der Passauer Michael Stöhr stellte 1983 in einer Baustudie für die Universität Stuttgart fest, dass der Urheber des endgültigen Bauplans nicht nachweisbar ist. Friedrich von Gärtner oder gar Leo von Klenze werden als Architekten vermutet, die Umstände machen aber auch Harrer wahrscheinlich.

### 21. Jahrhundert
Zum 30. April 2004 wurde das Hauptzollamt Passau aufgehoben. Im Juni 2007 erwarb die Stadt Passau vom Bund für 1,2 Millionen Euro das Gebäude, das zum denkmalgeschützten Ensemble des Rathausplatzes gehört. Seit Oktober 2007 wird der Backsteinbau von der Stadt Passau als Dienststelle Rathaus Altes Zollhaus genutzt.